# 우주에서 온 사나이
《우주에서 온 사나이》(영어: Suburban Commando)는 미국에서 제작된 1991년 SF 액션 코미디 영화이다. 버트 케네디가 연출하고, 하워드 곳프리드 등이 제작에 참여하였다. 헐크 호건, 크리스토퍼 로이드, 셸리 듀발, 래리 밀러 등이 출연하였다. 엘리자베스 모스의 영화 데뷔작이다.

## 출연
- 헐크 호건
- 크리스토퍼 로이드
- 셸리 듀발
- 래리 밀러
- 데니스 버클리
- 브랜즈컴 리치먼드
- 윌리엄 볼
- 잭 일램
- 엘리자베스 모스
- 조 앤 디어링
- 로이 도트리스
- 토니 롱고
- 마크 캘러웨이

## 기타 제작진
- 라인 제작: 스탠리 E. 포스터
- 배역: 펀 챔피언, 도리 저커먼
- 미술: 이보 크리스탄테, C.J. 스트론
- 세트: 클리프 커닝햄
- 의상: 하 응우옌